# 라르스 페테르 칼손
라르스 페테르 칼손(스웨덴어: Lars Peter Karlsson, 1966년 2월 17일 ~ 1995년 3월 11일)은 스웨덴의 아이스하키 선수로, 포지션은 디펜스였다.

## 생애
베스트만란드주 베스테로스시에 위치한 룬드뷔 마을 출신이다. 1983년에 베스테로스를 연고로 하는 아이스하키 클럽인 VIK 베스테로스 HK에서 선수 생활을 시작하면서 엘리트세리엔 무대에 데뷔했다. 1988년에는 수라함마르스 IF로 이적했고 1989년에는 IK 베스트만니아-셰핑으로 이적했다.
1993년에는 디비시온 1에 소속되어 있던 아이스하키 클럽인 아베스타 BK로 이적했지만 나중에 VIK 베스테로스 HK로 이적하면서 엘리트세리엔 무대에 복귀하게 된다. 1994년에는 외레브로 IK로 이적했다. 1995년 3월 11일에 베스테로스에서 동성애 혐오 성향을 갖고 있던 29세의 괴한이 휘두른 칼에 찔리면서 살해당했다.